# Крамер, Пит
Пи́тер Ло́девейк (Пит) Кра́мер (нидерл. Pieter Lodewijk "Piet" Kramer, 1 июля 1881, Амстердам — 4 февраля 1961, Сантпорт, Велзен) — нидерландский архитектор, один из основоположников архитектурного движения, известного как «Амстердамская школа».

## Ранние годы
Питер Лодевейк Крамер родился 1 июля 1881 года в Амстердаме в семье врача Фолкерта Николаса Крамера и его жены Анны Ролфф. Он был вторым ребёнком в семье — у него была старшая сестра Каролина Ринския и младший брат Фолкерт Николас.

## Карьера
В начале своей карьеры работал в мастерской архитектора Эдуарда Кёйперса, сотрудничая с двумя другими основоположниками Амстердамской школы — Михелем де Клерком и Йоханом ван дер Меем. В 1912 принял участие в проектировании «Схепвартхёйс» (Дом судоходства, нидерл. Scheepvaarthuis), большого кооперативного здания, построенного для шести голландских судоходных компаний, — также вместе с ван дер Меем, который был основным заказчиком по этому проекту, и де Клерком.

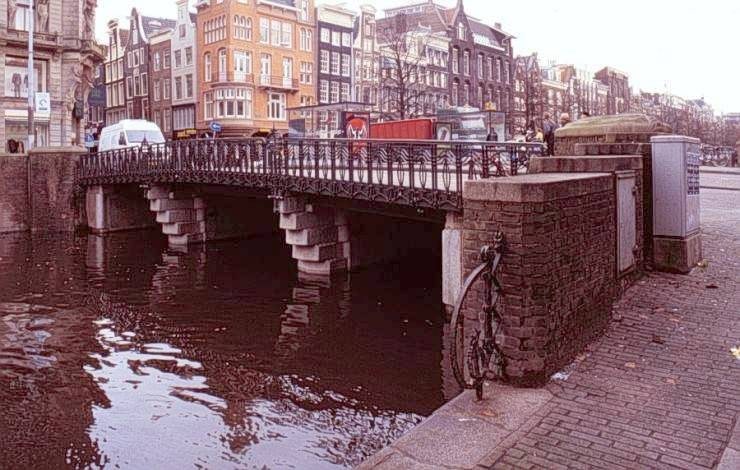
«Брусчатый» мост через Кайзерграхт. Лейдсестрат, Амстердам (П. Крамер, 1921)

Крамер продолжил сотрудничество с де Клерком в работе над комплексом амстердамских зданий, расположенных на улицах Питер Лодевейк Такстрат (нидерл. Pieter Lodewijk Takstraat) и Бюргеместер Теллегенстрат (нидерл. Burgemeester Tellegenstraat). Угловые здания, образовывающие «вилку» этих улиц, имеют значительно выступающие завершения. Как и башенки, использованные де Клерком в оформлении его знаменитого «Корабля» (нидерл. Het Schip), они не несут никакой функциональной нагрузки, являясь чисто декоративными элементами.
С 1917 по 1952 год Крамер работал архитектором в отделе мостов Муниципального управления общественных работ (нидерл. Gemeentelijke Dienst Publieke Werken). Общее количество мостов, построенных по проектам Крамера, оценивается в четыре сотни, из которых сотня приходится на Амстердамский парк Бос (нидерл. Amsterdamse Bos park). Часто Крамер занимался проектами домов, прилегающих к мостам, а также дизайном решёток и даже ландшафтным дизайном прилегающих к мостам территорий.
За пределами Амстердама, помимо других зданий, Крамером были построены универсальный магазин «Бейенкорф» (нидерл. De Bijenkorf) в Гааге (совместно с де Клерком и ван дер Меем) и три виллы в парке Мервейк (нидерл. Park Meerwijk) в Бергене.

## Личная жизнь
Крамер был женат дважды. Его первой супругой была Йоханна ван дер Вейде, уроженка Голландской Ост-Индии. Их брак был зарегистрирован 28 февраля 1908 года в Амстердаме. В июле того же года у них родилась первая дочь — Эллен. Всего у них было четверо детей: две дочери и два сына. Старший сын Фризо стал промышленным дизайнером. В июне 1931 года супруги развелись. Через месяц Питер женился на 30-летней Йоханне Петронелле Албердине Катарине Гутмакерс. Они прожили вместе десять лет, после чего развелись в ноябре 1941 года.
Питер умер в феврале 1961 года в возрасте 79 лет. Похоронен на кладбище Вестервелд.